# Oligia aerata
Oligia aerata là một loài bướm đêm trong họ Noctuidae.